# Praline (mannequin)
Janine Marsay, dite Praline est une actrice française née le 3 avril 1921 à Vendôme et morte accidentellement le 24 juin 1952 à Neuilly-sur-Seine.
Née Janine Sagny, elle épouse le comédien Michel Marsay en 1947.

## Filmographie

### Sous le nom de Janine Marsay
- 1949 : Fantômas contre Fantômas de Robert Vernay
- 1949 : Scandale aux Champs-Élysées de Roger Blanc

### Sous le nom de Praline
- 1951 : Paris est toujours Paris (Parigi è sempre Parigi) de Luciano Emmer : Praline
- 1951 : Rome-Paris-Rome (Signori, in carrozza !) de Luigi Zampa
- 1951 : Chacun son tour d'André Berthomieu : la présentatrice
- 1952 : Rendez-vous à Grenade de Richard Pottier